# Урочище Бичок
Урочище Бичок — указом Президента 2007 року внесена до складу Національного природного парку «Голосіївський».

## Склад
Урочище має загальну площу 56 га, розташоване на схід від Голосіївського лісу. Є ділянкою заплави Дніпра. 

## Флора
Тут збереглися ділянки заплавних дібров з мальовничим різнотрав'ям. Характерним є заплавний комплекс з переважанням тополі чорної.
В деревостані присутній дуб звичайний, характерною є домішка в'язів гладенького та граболистого, тополь чорної та білої.
Територію урочища перетинає Столичне шосе, яке розділяє його на дві частини. 

## Загроза вирубки

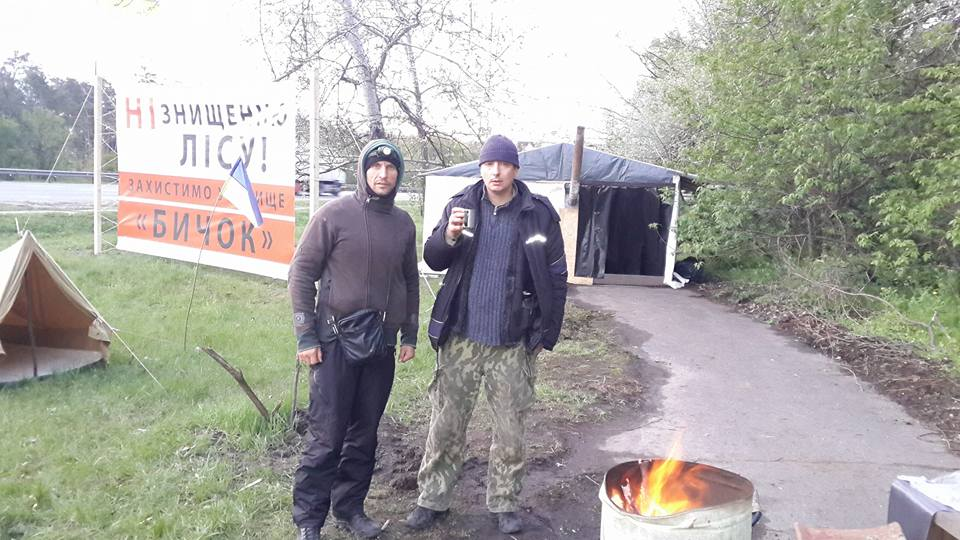
Акція протесту проти захоплення урочища

2010 року київська міська влада віддала земельну ділянку площею 2,6495 га у північній частині урочища, на Столичному шосе, ТОВ «Авеста-Буд» під будівництво.
Власниками ТОВ «Авеста-Буд» є депутат Закарпатської облради від Партії регіонів Василь Ігнатко та ТОВ «Актив-Транс Схід», власником якого є «Кіралена Холдінгс Лімітед» (Кіпр). Керівником фірми є Сергій Велигоша, якого пов'язують із земельними махінаціями у Харкові.
Бізнес-партнером Ігнатка по фірмі «Автоком» є депутат Харківської міськради від Партії регіонів Ігор Аріх.
У вересні 2015 активісти Національного екологічного центру України повідомили, що представники ТОВ «АВЕСТА-БУД» планують вирубати в урочищі 2,6 гектарів лісу. НЕКУ закликав місцевих мешканців та водіїв, які користуються Столичним шосе, за перших ознак рубок лісу чи підготовки до цього одразу викликати поліцію та, за можливості, чинити фізичний опір лісорубам.
У ніч з 21 на 22 серпня 2016 року урочище було знищене.
З 2017 року розпочала роботу громадська організація "Екозагін", центральною темою якої став захист урочища "Бичок".